# Liubaceve (Ielîseienkove), Sumî
Liubaceve (în ucraineană Любачеве) este un sat în comuna Ielîseienkove din raionul Sumî, regiunea Sumî, Ucraina.

## Demografie
Componența lingvistică a localității Liubaceve
     Ucraineană (98,55%)
     Rusă (1,45%)
Conform recensământului din 2001, majoritatea populației localității Liubaceve era vorbitoare de ucraineană (98,55%), existând în minoritate și vorbitori de rusă (1,45%).